# Gustav Koch (Politiker, 1895)
Gustav Koch (* 29. Oktober 1895 in Harriehausen; † 12. März 1975 in Bad Gandersheim) war ein deutscher Landwirt und Politiker (DVP, DNVP).

## Leben
Koch war beruflich als Gastwirt und Landwirt in Bentierode tätig.
Er trat 1918 in die DVP ein und wurde im gleichen Jahr in die Braunschweigische Landesversammlung gewählt, aus der später der Braunschweigische Landtag hervorging. Er war zunächst Mitglied der Fraktion des Braunschweigischen Landeswahlverbandes und wurde nach deren Auflösung im Mai 1922 Mitglied der Fraktion DVP und Wirtschaftsverband (DVP/WV). Im Zuge seines Wechsels zur DNVP im September 1923 wurde er in die Fraktion Bürgerliche Vereinigung (BV) aufgenommen. Von 1924 bis 1927 war er Mitglied der Fraktion Parlamentarische Arbeitsgemeinschaft der nationalen Parteien und des Wirtschaftsverbandes (Parlamentarische AG) und danach bis zu seinem Ausscheiden aus dem Landtag 1930 Mitglied der DNVP-Fraktion.